# Artur Rudko
Artur Oleksijovyč Rudko (in ucraino Артур Олексійович Рудько?; Kiev, 7 maggio 1992) è un calciatore ucraino, portiere del Čornomorec'.

## Statistiche

### Presenze e reti nei club
Statistiche aggiornate al 19 marzo 2023.
| Stagione           | Squadra            | Campionato         | Campionato | Campionato | Coppe nazionali | Coppe nazionali | Coppe nazionali | Coppe continentali | Coppe continentali | Coppe continentali | Altre coppe | Altre coppe | Altre coppe | Totale | Totale | Totale |
| Stagione           | Squadra            | Comp               | Pres       | Reti       | Comp            | Pres            | Reti            | Comp               | Pres               | Reti               | Comp        | Pres        | Reti        | Pres   | Reti   |        |
| ------------------ | ------------------ | ------------------ | ---------- | ---------- | --------------- | --------------- | --------------- | ------------------ | ------------------ | ------------------ | ----------- | ----------- | ----------- | ------ | ------ | ------ |
| lug.-dic. 2015     | Hoverla Uzhhorod   | PeL                | 15         | -25        | KU              | 1               | -1              |                    |                    |                    |             |             |             | 16     | -26    |        |
| dic. 2015-2016     | Dinamo Kiev        | PeL                | 1          | -1         | KU              | 1               | -1              |                    |                    |                    |             |             |             | 2      | -2     |        |
| 2016-2017          | Dinamo Kiev        | PeL                | 17         | -19        | KU              | 2               | -2              | UCL                | 5                  | -4                 |             |             |             | 24     | -25    |        |
| 2017-2018          | Dinamo Kiev        | PeL                | 2          | -3         | KU              | 0               | 0               |                    |                    |                    | SU          | 1           | -2          | 3      | -5     |        |
| 2018-2019          | Dinamo Kiev        | PeL                | 0          | 0          | KU              | 0               | 0               |                    |                    |                    | -           | -           | -           | 0      | 0      |        |
| Totale Dinamo Kyev | Totale Dinamo Kyev | Totale Dinamo Kyev | 20         | -23        |                 | 3               | -3              |                    | 5                  | -4                 |             | 1           | -2          | 29     | -32    |        |
| 2019-2020          | Pafos              | A                  | 21         | -23        | KK              | 2               | -3              |                    |                    |                    |             |             |             | 23     | -26    |        |
| 2020-2021          | Pafos              | A                  | 38         | -35        | KK              | 1               | -1              |                    |                    |                    |             |             |             | 39     | -36    |        |
| 2021-2022          | Pafos              | A                  | 27         | -25        | KK              | 3               | -0              |                    |                    |                    |             |             |             | 30     | -25    |        |
| Totale Pafos       | Totale Pafos       | Totale Pafos       | 86         | -83        |                 | 6               | -4              |                    | -                  | -                  |             | -           | -           | 92     | -87    |        |
| 2022-2023          | Lech Poznań        | E                  | 1          | -2         | PP              | 1               | -3              | UCL+UECL           | 2+2                | -5 + -1            |             |             |             | 6      | -11    |        |
| Totale carriera    | Totale carriera    | Totale carriera    | 122        | -133       |                 | 11              | -11             |                    | 9                  | -10                |             | 1           | -2          | 143    | -156   |        |

## Palmarès

### Club

#### Competizioni nazionali
- Campionato ucraino: 2

Dinamo Kiev: 2015-2016
Šachtar: 2023-2024
- Supercoppa d'Ucraina: 1

Dinamo Kiev: 2016